# 南吹上浜駅

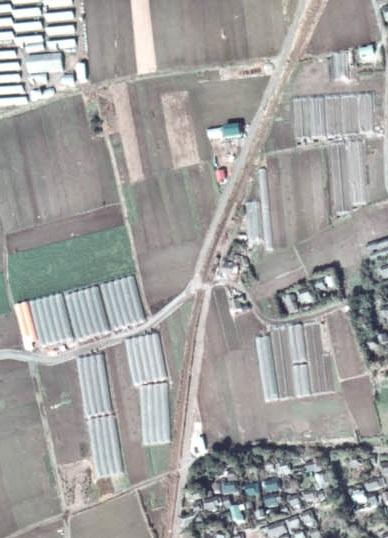
1974年当時の南吹上浜駅上空の航空写真。

南吹上浜駅（みなみふきあげはまえき）は、かつて鹿児島県日置郡吹上町入来（現・日置市吹上町入来）にあった鹿児島交通枕崎線（南薩鉄道）の駅（廃駅）である。

## 歴史
- 1916年（大正5年）7月25日：入来駅として開業。
- 1925年（大正14年）7月1日：入来ノ浜駅に改称。
- 1928年（昭和3年）6月1日：南吹上浜駅に改称。
- 1984年（昭和59年）3月17日：同線廃線と共に廃止。

## 駅構造
1面1線のホームを有する地上駅であった。

## 廃止後の現状
駅設備等は撤去されており、線路跡も廃止後しばらくは築堤が残っていたものの、2007年（平成19年）までに伊作以南のほとんどが農道化されたために何も残っていない。

## 隣の駅
鹿児島交通（南薩鉄道）
枕崎線
伊作駅 - 南吹上浜駅 - 北多夫施駅